# On the Atchison, Topeka and the Santa Fe
On the Atchison, Topeka and the Santa Fe ist ein Song von Harry Warren und Johnny Mercer, der 1944 veröffentlicht wurde.
Warren und Mercer veröffentlichten den Song bereits 1944; bekannt wurde er durch das MGM-Filmmusical The Harvey Girls (1945), mit Judy Garland in der Hauptrolle, die den Song auch vorstellte. Der Songtitel bezieht sich auf die amerikanische Eisenbahngesellschaft Atchison, Topeka and Santa Fe Railway. Das Lied war 1945 in der Version von Johnny Mercer in den Vereinigten Staaten sieben Wochen (28. Juli – 14. September) ein Nummer-eins-Hit, im folgenden Jahr ein Nummer-eins-Hit in Australien und erhielt 1947 einen Oscar in der Kategorie Bester Song.  Die ersten Zeilen des Lieds lauten:
Do you hear that whistle down the line?
I figure that it's Engine Number 49
She’s the only one that’ll sound that way
On the Atchison, Topeka and the Santa Fe.
Johnny Mercer selbst nahm den Song mit The Pied Pipers auf; Coverversionen des Songs wurden von mehreren Sängern und Bands aufgenommen, u. a. von Bing Crosby (Decca), Rosemary Clooney/Harry James, Tommy Dorsey, The Four Freshmen, Neal Hefti and his Orchestra (Coral), in späteren Jahren auch von der DRS Big Band (Tribute to Johnny Mercer), Mary Cleere Haran, Monica Mancini und Beegie Adair.